# 唐納利鎮區 (明尼蘇達州史蒂文斯縣)
唐納利鎮區（英語：Donnelly Township）是位於美國明尼蘇達州史蒂文斯縣的一個行政鎮區。

## 地方資料
唐納利鎮區的面積為88.08平方千米，當中陸地面積為85.97平方千米，而水域面積為2.10平方千米。根據2020年美國人口普查的數據，當地共有人口89人，而人口密度為每平方千米1.01人。